# Henry Dunning Macleod
Henry Dunning Macleod, född 31 mars 1821 i Edinburgh, död 16 juli 1902 i London, var en brittisk nationalekonom.

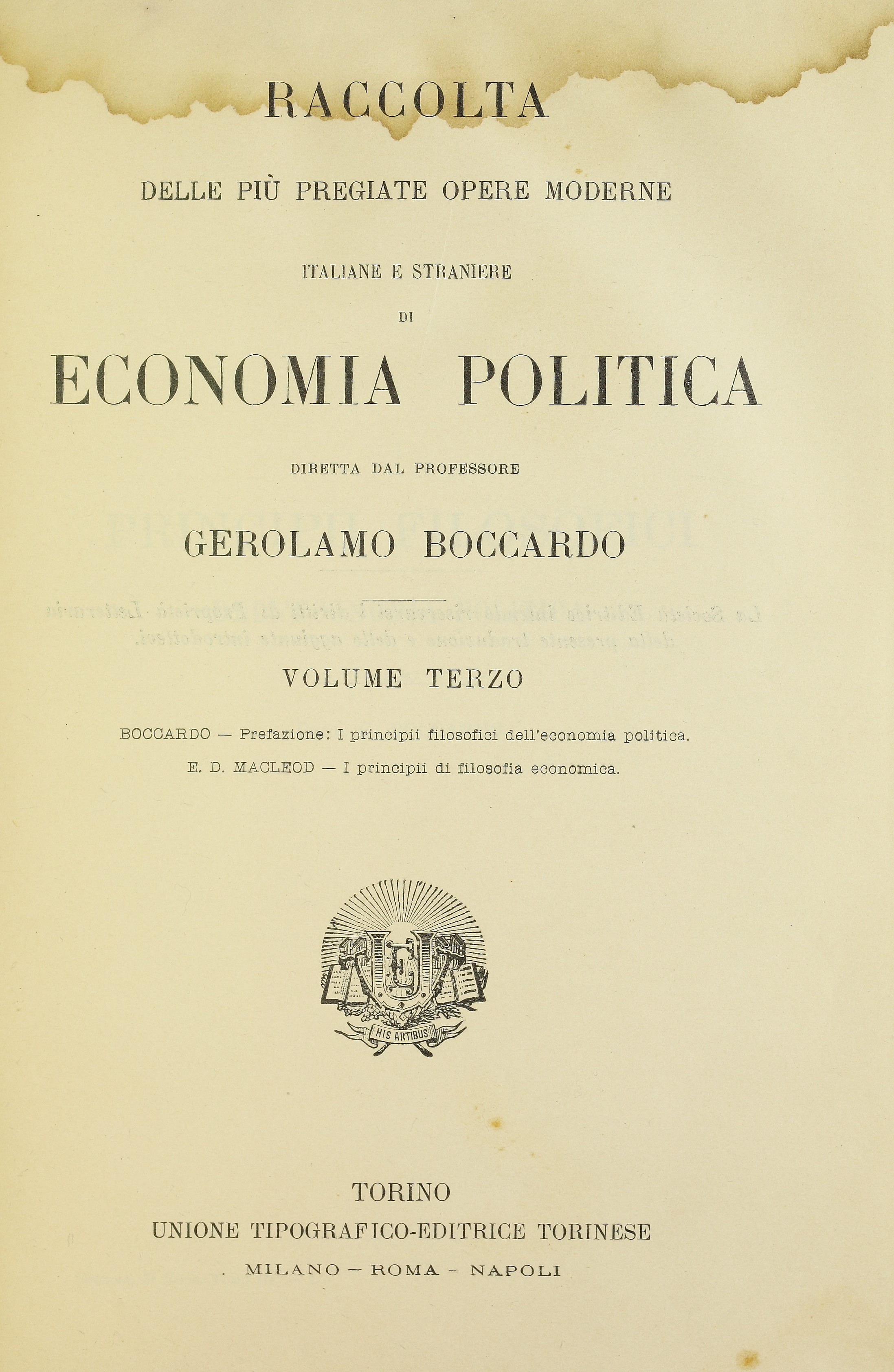
Italiensk översättning av Elements of political economy, 1877

Macleod, som ursprungligen var jurist, blev 1854 direktör för Royal British Bank och bedrev därefter ett omfattande ekonomiskt forskningsarbete, som helt upptog hans tid, sedan hans bank 1856 gått omkull. Särskilt verksam som författare på kredit- och bankväsendets område, tilldrog han sig uppmärksamhet genom sin teori, att krediten bildade ett nytt kapital och sålunda utgjorde en självständig produktionsfaktor (penningen vore ett positivt, krediten ett negativt kapital). Denna teori kritiserades skarpt av bland andra Karl Knies och Eugen von Böhm-Bawerk. 
Macleod införde 1858 i den nationalekonomiska litteraturen termen "Greshams lag". Nationalekonomin var för honom läran om bytet, och efterfrågan utgjorde värdets "orsak och källa". Mot den klassiska skolans uppfattning om värdets förhållande till produktionskostnaderna gjorde han redan före 1870 invändningar, som i viss mån anteciperade en senare framförd kritik.